# Thomas Dang
Thomas Dang, né le 7 avril 1995, est un homme politique canadien, membre du Nouveau Parti démocratique de l'Alberta.
Depuis 2015, il est élu à l'Assemblée législative de l'Alberta représentant la circonscription d'Edmonton–Sud-Ouest puis celle d'Edmonton–Sud.